# Zequan (sockenhuvudort i Kina, Jiangxi Sheng, lat 29,32, long 115,85)
Zequan är en sockenhuvudort i Kina. Den ligger i provinsen Jiangxi, i den sydöstra delen av landet, omkring 71 kilometer norr om provinshuvudstaden Nanchang. Antalet invånare är 14 531. Befolkningen består av 6 985 kvinnor och 7 546 män. Barn under 15 år utgör 26,0 %, vuxna 15-64 år 66 %, och äldre över 65 år 6,0 %.
Runt Zequan är det ganska tätbefolkat, med 199 invånare per kvadratkilometer. Närmaste större samhälle är Puting, 8,7 km väster om Zequan. Trakten runt Zequan består till största delen av jordbruksmark.
Genomsnittlig årsnederbörd är 2 141 millimeter. Den regnigaste månaden är maj, med i genomsnitt 334 mm nederbörd, och den torraste är januari, med 59 mm nederbörd.